# 1039

## Esdeveniments

### Països Catalans
- Ramon Berenguer I es casa amb Elisabet de Nimes.

### Món
- Enric III, es converteix en emperador del Sacre Imperi Romanogermànic.
- 10 de març: Guillem VII d'Aquitània comte de Poitiers i duc d'aquitana.
- Xaban 428 de l'hègira (28 d'abril-26 de maig): El Gaznèvides Massud I ibn Mahmud és vencedor dels Seljúcides. Es retiren i són de nou derrotats a prop de Merv.[1]
- Juny: els senyors italians assetgen Milà, a continuació es desbanden amb l'anunci de la mort de l'emperador Conrad II .[2]
- 2 de setembre: Massud I ibn Mahmud celebra la festa del sacrifici a Herat que acaba de prendre als seljúcides.[3]
- 17 de desembre: Massud I ibn Mahmud pren Nixapur als Seljúcides.
- Començament del regnat efectiu de Casimir I de Polònia el Renovador (1015-1058), duc de Polònia.[4] Casimir va restablir el seu poder a Polònia amb l'ajuda del seu oncle Hermann, arquebisbe de Colònia, i de senyors germànics. La Gran Polònia de Gniezno-Poznań el reconeix com duc, però Masòvia resisteix fins a l'any 1047. Polònia troba la seva unitat però Casimir ha d'acceptar el control important de l'aristocràcia i reconèixer la seva dependència respecte a l'emperador Enric III. Paga un tribut a Bohèmia per a la possessió de Silèsia i perd Pomerània.